# Andrea Mingardi (1997)
Andrea Mingardi è un'antologia di canzoni di Andrea Mingardi dagli album Ricordi più il singolo Non trovo le parole / Ti trovero del 1986, pubblicata nel 1997.

## Tracce
1. Datemi della musica
2. Pus
3. Eccitanti conflitti confusi
4. Il pagliaccio
5. Non trovo le parole
6. Uomo normale
7. Voglio fare il contadino
8. Ti trovero'
9. Tarantola
10. Bath blues